# Берджикли, Армен
Армен Берджикли (англ. Armen Berjikly; Лос-Анджелес, Калифорния, США) — американский предприниматель и технолог армянского происхождения, известный как основатель и главный исполнительный директор компании по искусственному интеллекту Kanjoya и социальной сети Experience Project. 
Вице-президент по продукту BetterUP, старший директор по стратегии Ultimate Software, соучредитель компании Motive Software.

## Биография
Армен получил степени бакалавра и магистра технических наук в Стэнфордском университете.
Армен был основателем и генеральным директором Experience Project, ране социальной сети, созданной для того, чтобы дать пользователям возможность практиковать основные принципы позитивной психологии — положительные эмоции, вовлеченность, отношения, смысл и достижения.
Наблюдая за тем, как EP объединяла миллионы пользователей посредством рассказывания историй, Армен был вдохновлен на то, чтобы стать соучредителем Kanjoya — технологической компании, которая применяла передовую обработку естественного языка (NLP) для опросов вовлеченности сотрудников.
Распознавая ключевые эмоции и темы в открытых ответах, Kanjoya автоматически дополнил традиционное «что происходит», предоставляемое опросами, ключом к действенности — «почему это происходит и что мы можем с этим поделать?».
Успех Kanjoya в применении передовых технологий для решения серьезных проблем клиентов привёл к её приобретению компанией Ultimate Software (теперь UKG), входящей в тройку крупнейших поставщиков пакетов HCM. Армен руководил разработкой продуктовой стратегии и инноваций, уделяя особое внимание ключевым элементам пакета HCM, обеспечивающим работу с данными, от подбора персонала до управления производительностью.
Ultimate была приобретена и Армен стал соучредителем и руководителем продукта в Motive Software. Компания Motive применила NLP и искусственный интеллект для предоставления многоканальной аналитики в реальном времени, которая сочетала качественные и количественные сигналы с результатами и расставляла приоритеты по поводу того, что можно улучшить.